# Mărăști, Bacău
Mărăști este un sat în comuna Filipeni din județul Bacău, Moldova, România.

## Personalități
- Gheorghe Năstase (1887-1975), medic, profesor universitar de dermatologie la Facultatea de Medicină din Iași.